# Ускройня
Ускройня (устар. Скромная) — река в России, протекает по Осташковскому району Тверской области. Длина реки — 15 км, площадь водосборного бассейна — 56,3 км².
Основной приток — река Прудовская (правый). Ширина реки около устья — 10 метров, глубина — 2 метра, дно песчаное.

## Течение
Берёт начало из болота Понорье и течёт на юг. Вскоре принимает первый приток — реку Печистская. После впадения Прудовской меняет направление на юго-восточное. Миновав озеро Боброво принимает слева приток Стройновский, и, меняя направление на юго-восточное, в урочище Морозиха впадает в Селигер на высоте 205,2 метра над уровнем моря.

## Притоки
По порядку от устья:
- ручей из озера Чёрного и Светлого (пр)[8];
- ручей Стройновский (лв)[7];
- ручей из озера Чёрного (лв)[7];
- река Прудовская (пр)[7];
- река Печистская (пр)[7].

## Данные водного реестра
По данным государственного водного реестра России относится к Верхневолжскому бассейновому округу, водохозяйственный участок реки — Волга от Верхневолжского бейшлота до города Зубцов, без реки Вазуза от истока до Зубцовского гидроузла, речной подбассейн реки — бассейны притоков (Верхней) Волги до Рыбинского водохранилища. Речной бассейн реки — (Верхняя) Волга до Куйбышевского водохранилища (без бассейна Оки).
Код водного объекта в государственном водном реестре — 08010100412110000000397.